# Hellinsia pichinguaba
Hellinsia pichinguaba – gatunek motyla z rodziny piórolotkowatych.

## Taksonomia
Gatunek ten opisany został po raz pierwszy w 2016 roku przez Ceesa Gielisa na łamach „Boletín de la Sociedad Entomológica Aragonesa”. Jako lokalizację typową wskazano Pichinguabę koło Ubatuby w brazylijskim stanie São Paulo.

## Morfologia
Motyl osiągający 19 mm rozpiętości skrzydeł. Głowę ma białą z jasnobrązową twarzą, białymi i sterczącymi głaszczkami wargowymi oraz białymi z jasnobrązowymi liniami, krótko orzęsionymi czułkami. Tegule są białe. Tułów jest biały z szarobiałym śródtułowiem. Skrzydło przednie powcinane jest do 3/5 długości. Ubarwienie wierzchu ma jasnoochrowobrązowe z brązowymi znakami, spodu brązowe z ciemnobrązowymi kropkami, a strzępiny bladoszarobrązowe z ciemnobrązowymi łatkami. Skrzydło tylne jest bladoszarobrązowe z wierzchu, jasnobrązowe od spodu, bladoszarobrązowe na strzępinach i opatrzone rdzawymi łuskami na żyłkach.
Samiec ma niesymetrycznie zbudowane walwy – lewa jest zaopatrzona w długi i prawie prosty kolec sakularny przekraczający ⅔ jej długości, prawa natomiast ma mały guzek sakularny. Poza tym jego genitalia cechują się dwupłatowym tegumenem, łagodnie zakrzywionym i smukłym unkusem długości ⅔ tegoż, wrzecionowatą jukstą z dwoma niesymetrycznymi ramionami anellusa, łukowato wygiętym winkulum oraz wyprostowanym i stopniowo zwężającym się ku ostremu szczytowi edeagusem bez cierni.

## Ekologia i występowanie
Owad neotropikalny, endemiczny dla Brazylii, znany tylko z lokalizacji typowej. Odnaleziony w listopadzie na rzędnych 20 m n.p.m.